# Julius Wolff (Mathematiker)

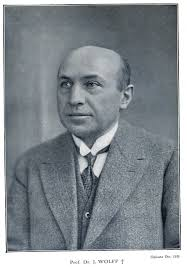
Julius Wolff

Julius Wolff, genannt Jules Wolff, (* 18. April 1882 in Nijmegen; † 8. Februar 1945 in Bergen-Belsen) war ein niederländischer Mathematiker, der sich mit Analysis befasste.

## Leben
Wolff, der Sohn des Viehhändlers und Schlachters Levie Wolff und von Ida Jacobsohn, studierte Mathematik und Physik an der Universität Amsterdam und wurde 1908 bei Diederik Korteweg promoviert (Dynamen, aufgefasst als duale Vektoren; niederländisch Dynamen, beschouwd als duale vectoren). Er lehrte von 1907 bis 1917 als Lehrer in Meppel, Middelburg und Amsterdam, wurde 1917 Privatdozent an der Universität Groningen und 1922 Dozent an der Universität Utrecht. Daneben beriet er eine Lebensversicherung (die Eigen Hulp) in Den Haag. Er wurde als Jude unter nationalsozialistischer Besatzung in ein Konzentrationslager gesperrt und, nachdem die Familie zunächst noch zur Barneveld-Gruppe prominenter Juden gehörte, die von Deportation verschont waren, nachdem sie sich für die Gerzon-Gruppe entschieden (die für die als kriegswichtig geltende Bekleidungsfirma Gerzon arbeiteten) nach Bergen-Belsen deportiert, wo er starb. Auch im Konzentrationslager und sogar noch in Bergen-Belsen soll er noch an mathematischen Fragen gearbeitet und Vorlesungen gehalten haben.
Seine Frau Betsy Gersons (1889–1945), die Tochter eines Bekleidungshändlers, die er 1911 in Tilburg heiratete, und sein Sohn Ernst (1919–1945), der Violine spielte, starben ebenfalls 1945 (etwa einen Monat später) in Bergen-Belsen. Sein Sohn Louis starb 1940 in Amsterdam. Eine Tochter überlebte den Krieg.

## Werk
Er bewies unabhängig von Arnaud Denjoy den Satz von Denjoy und Wolff in der Iteration von holomorphen Abbildungen der offenen Einheitskreisscheibe D auf sich. Sei f eine holomorphe Funktion, die D auf sich abbildet und keine Möbius-Transformation (Automorphismus der Einheitskreisscheibe) ist, dann gibt es genau einen Punkt P im Abschluss von D, für den die Iterierten von f ({\displaystyle f^{n}(P)}) gleichmäßig auf kompakten Untermengen von D gegen P konvergieren (für P in D ist P ein Fixpunkt). Ist P nicht in D, so gilt, dass jede Scheibe H aus D, die den Einheitskreis in P berührt, unter f invariant ist.
Von ihm stammt auch eine Rand-Version des Schwarzschen Lemmas (in Zusammenhang mit dem Beweis des Satzes von Denjoy und Wolff, der das Schwarzsche Lemma benutzt).
Von ihm stammt folgender Satz der Topologie: Der Ort von Punkten, die in der Ebene gleichen Abstand von zwei zusammenhängenden Mengen haben, ist eine Kurve, die fast überall differenzierbar ist. Er wandte dies auf einen neuen Beweis des Jordanschen Kurvensatzes an.
In der Theorie der konformen Abbildung führte er 1926 in einem Aufsatz die Winkel-Ableitung ein, unabhängig von Edmund Landau, Georges Valiron und Constantin Caratheodory, deren Einführung ein Jahr später mehr Aufmerksamkeit fand.
Er war 1924 Invited Speaker auf dem Internationalen Mathematikerkongress in Toronto und 1932 in Zürich.

## Schriften
- Sur l’itération des fonctions holomorphes dans une région, et dont les valeurs appartiennent a cette région, Compte Rendus Acad. Sci. Paris, Band  182, 1926, S. 42–43
- Sur l’itération des fonctions bornées, Rendus Acad. Sci. Paris, Band  182, 1926, S. 200–201
- Sur une généralisation d’un théorème de Schwarz, Rendus Acad. Sci. Paris, Band  182, 1926, S. 918–920
- Fourier'sche Reihen, mit Aufgaben, Groningen: Noordhoff 1931